# Clube Atlético Juventus
Pour les articles homonymes, voir Juventus (homonymie).
Maillots
Actualités
Dernière mise à jour : 15 avril 2020.
Le Clube Atlético Juventus est un club brésilien de football basé à São Paulo. Sa fondation par des immigrants turinois supporters du club italien homonyme est à l'origine de l'appellation.

## Palmarès
- Championnat du Brésil de Série B (D2) :
  - Champion : 1983

- Championnat du Brésil de Série C (D3) :
  - Vice-champion : 1997

- Copa Paulista de Futebol :
  - Vainqueur : 2007

- Campeonato Paulista Série A2 :
  - Champion : 1929, 2005

## Anciens joueurs
- Ataliba
- Deco
- Lúcio Wagner
- Luisão
- Lucas
- Johnson Macaba
- César Luis Menotti
- Kazuyoshi Miura
- Thiago Motta
- Paulinho